# Banca d'America e d'Italia
La Banca d'America e d'Italia (BAI) è stata un'importante banca italiana durante il XX secolo. Creata a Napoli nel 1917 venne poi assorbita nel 1986 da Deutsche Bank, che ne chiuse gli ultimi sportelli nel 1994.

## Storia

### La fondazione e le prime attività
Il 14 novembre 1917 venne fondata a Napoli la Banca dell'Italia Meridionale, ad opera di un gruppo di imprenditori locali. Nel 1919 l'istituto fu comprato dalla Bancitaly di Amadeo Giannini, italo-americano di origine ligure fondatore della Bank of Italy. Nel 1922 fu ribattezzato Banca d'America e d'Italia.
La Banca si sviluppò in virtù dei forti rapporti commerciali italo-americani, testimoniato da due circostanze: l'apertura di agenzie tra Liguria, Puglia e Campania, luoghi natii di molte comunità emigrate negli Stati Uniti ed il sostegno da parte di Banca d'America e d'Italia all'export nazionale verso gli Usa, per un totale del 15% dei volumi sviluppati.
Nello stesso periodo acquisisce ulteriori diverse banche attive in Italia, come a Banca Russa per il Commercio Estero a Genova, Banca Olandese del Sud America e il Crèdit Commercial de Franco a Trieste, Banca Italo-Britannica a Torino e Venezia.

### Il secondo dopoguerra, le partecipazioni e gli investimenti

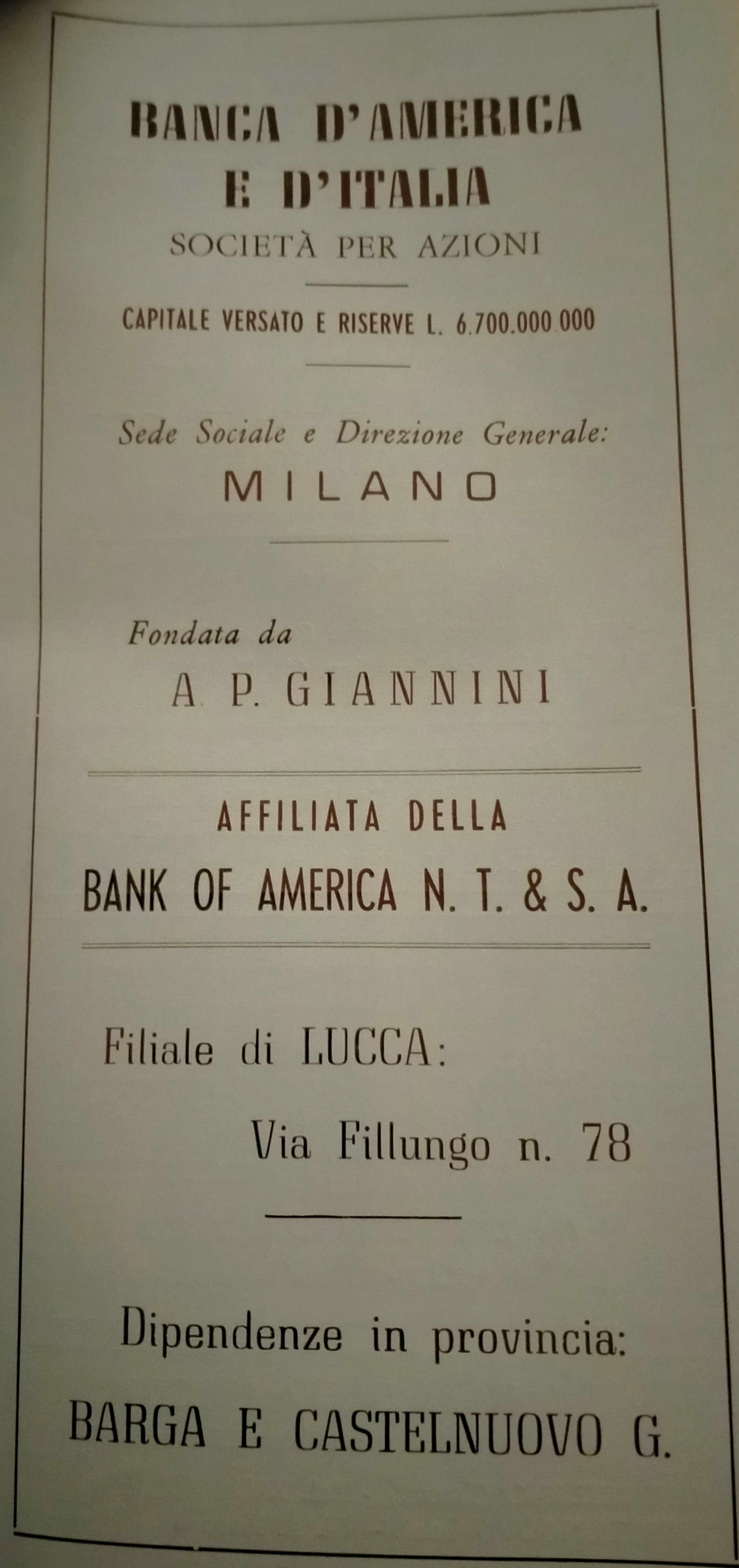
Pubblicità delle filiali lucchesi della Banca d'America e d'Italia, 1962

Dal 1946 ha avuto sede a Milano e filiali in tutta Italia; ha gestito circa un quinto delle risorse messe a disposizione dal piano Marshall, continuando ad operare all'interno del gruppo Bank of America e diventando una delle principali banche private italiane tanto che tra il 1965 ed il 1969 lancia i prestiti personali con il brand Prestitempo (traduzione letterale in italiano del termine inglese timeloan, prestito a breve termine) e la carta di credito BancAmericard, che diventò la più popolare d'Italia. Nel 1972 convenziona anche i primi esercizi commerciali per la promozione del prestito finalizzato direttamente sul punto vendita, in particolare rivolgendosi ai concessionari di automobili. Alla fine del 1985, la banca dispone di 98 sportelli in 10 regioni italiane, con quasi 3.000 dipendenti, una raccolta da clientela privata tra i 3.400 ed i 6.000 miliardi di lire, impieghi per 2.175 miliardi, 1.200.000 titolari di carte di credito.
Lato corporate, nel 1961 partecipò con la Banca Nazionale dell'Agricoltura e Banco Ambrosiano alla costituzione dell'istituto di credito a medio e lungo termine Interbanca.

### L'acquisto da parte di Deutsche Bank e la fine
Nel 1986 il 98,3% dei diritti di voto fu acquisito da Deutsche Bank per 600 milioni di dollari.
Nel 1990 il 77% delle sue attività era dedicato al segmento retail; infatti, l'86% dei depositi era di persone fisiche mentre il 14% di aziende, tra i leader italiani del settore dei prestiti personali, definita da Tobias Hoschka in Cross-Border Entry in European Retail Financial Services, the first Italian bank to introduce a credit card. Inoltre, sempre secondo l'autore era anche l'unica banca italiana a non applicare la commissione per il prelievo di contante da altri istituti (introdotta però nel 1991 perché il costo che la banca sosteneva per concedere la gratuità della transazione era elevato).
Nello stesso libro, infine, sono citate altre due peculiarità di Banca d'America e d'Italia: la sua competenza, efficacia ed efficienza nella gestione delle operazioni di interscambio commerciale con la Germania e la sua rapidità nei processi decisionali rispetto alle altre banche pubbliche di allora. Un dirigente di BAI intervistato nell'opera citata ha riferito che se i concorrenti richiedevano tra le 2 e le 3 settimane per approvare la concessione di un prestito, in Banca d'America e d'Italia la decisione veniva assunta in un giorno.
Nel 1993 Banca d'America e d'Italia arriva a detenere 149 sportelli in Italia e con BancAmericard e il settore Key Client (emissione di carte di credito per conto di altri istituti bancari) copre il 20% del mercato delle carte di credito ed è la 37ª banca italiana per asset gestiti.
Nello stesso anno, acquista Banca Popolare di Lecco (83 agenzie).
L'anno successivo la banca fu ribattezzata Deutsche Bank S.p.A.